# Cankova
Cankova (IPA: ˈtsaːŋkɔʋa in tedesco Kaltenbrunn) è un comune di 1 734 abitanti, della regione statistica della Murania della Slovenia.
La chiesa del paese è dedicata a San Giuseppe è stata costruita nel 1754 e rinnovata nel 1900.

## Geografia antropica

### Suddivisioni amministrative
Il comune è formato da 7 insediamenti (naselja):
- Domajinci
- Gerlinci
- Gornji Črnci
- Korovci
- Krašči
- Skakovci
- Topolovci